# The Daylight Burglar
The Daylight Burglar è un cortometraggio muto del 1913 diretto da Dell Henderson.

## Trama
Piuttosto alticcio, Harry ritorna a casa dopo aver passato la serata al club. Con sorpresa, trova nella sua stanza un ladro che, approfittando del fatto che Harry non si trova troppo in sé, lo prende per il naso e poi finisce per consegnarlo a un poliziotto spacciandolo per il ladro che si è introdotto in casa.

## Produzione
Il film fu prodotto dalla Biograph Company.

## Distribuzione
Distribuito dalla General Film Company, il film - un cortometraggio di 150 metri - uscì nelle sale cinematografiche USA il 28 aprile 1913. Nelle proiezioni, veniva programmato con il sistema dello split reel, accorpato in un'unica bobina con un altro cortometraggio prodotto dalla Biograph, la commedia Blame the Wife.